# 烏茲別克裔巴基斯坦人
烏茲別克裔巴基斯坦人是巴基斯坦一個少数民族，主要分布於西北邊境省與巴爾蒂斯坦。他們的人口目前有數萬人。

## 歷史
他們可能是蘇聯入侵阿富汗時脱隊的士兵和逃避蘇聯軍隊的阿富汗難民，另一些則是烏兹别克斯坦伊斯蘭運動和伊斯兰圣战联盟的成員，在基地組織成立的伊斯蘭學校讀書後前往叙利亞參與叙利亞內戰。